# Spitsbergen
|  | Aquest article tracta de l'illa de Spitsbergen. Pel que fa a l'arxipèlag sencer, vegeu Svalbard |

La Spitsbergen (anteriorment coneguda com a Spitsbergen Oriental; en noruec: Vest Spitsbergen o Vestspitsbergen) és l'illa més gran de l'arxipèlag noruec de Svalbard, a l'oceà Àrtic. L'illa constitueix la part occidental de l'arxipèlag, que limita amb l'oceà Àrtic, el mar de Noruega i el mar de Grenlàndia. Spitsbergen té una superfície de 39.044 km², i és, per tant, l'illa més gran de Noruega i la 36a més gran al món. La població total era de 2.552 persones en 2021. El centre administratiu és Longyearbyen, fundada en 1906 per John Munro Longyear, propietari d'Artic Coal Company. Els altres assentaments, a més dels llocs d'avançada d'investigació, són la comunitat russa minera de Barentsburg, la comunitat d'investigació de Ny-Ålesund, i l'assentament miner de Sveagruva. No es permeten els enterraments d'humans pel risc de que els agents infecciosos puguin romandre en estat latent en el permafrost i resucitar en el futur.
L'illa va ser utilitzada per primera vegada com a base de caça de balenes als segles xvii i xviii, i quan aquesta es va acabar l'illa va ser abandonada. La mineria del carbó es va iniciar a finals del segle xix i es van establir diverses comunitats permanents. El Tractat de Svalbard del 1920 va reconèixer la sobirania de Noruega sobre l'illa i Svalbard es va establir com a zona franca i zona desmilitaritzada.
La noruega Store Norske i la russa Arktikugol continuen sent les úniques companyies mineres a l'illa. Actualment la investigació i el turisme s'han convertit en importants indústries complementàries, que inclouen entre d'altres el Centre Universitari de Svalbard i la Magatzem de llavors de Svalbard. No hi ha carreteres que connectin els assentaments; són les motos de neu, els avions i els vaixells els que serveixen com a transport local. L'aeroport de Svalbard-Longyear ofereix el principal punt d'entrada i sortida a l'illa.

## Clima
La Spitsbergen té un clima àrtic, encara que amb temperatures significativament més altes que altres llocs de la mateixa latitud. La flora es beneficia d'un llarg període de sol de mitjanit, que compensa la nit polar. Svalbard és un bon lloc per trobar-hi menjar per a moltes aus marines, i també és compatible amb els ossos polars, rens i mamífers marins. Sis parcs nacionals protegeixen el medi ambient en gran part intacte, però fràgil. L'illa té moltes glaceres, muntanyes i fiords.

## Geologia
Durant la major part de la seva història geològica, les Svalbard han estat submergides, i els sediments de sorra, grava, fang i calç van endurir per transformar-se en roca. Tot i que la major part de la seva superfície està coberta per glaceres,l'arxipèlag és un dels pocs llocs del món que ofereixen un accés excel·lent a seccions que representen la major part de la història del planeta.
Al començament del Carbonífer, les illes estaven a una ubicació càlida subtropical a uns 25ºN, i finals del Permià s'havia situat als 50ºN, amb el consegüent canvi climàtic que es reflecteix en els dipòsits sedimentaris la biota associada. La migració de les illes cap al nord va donar lloc a un clima semiàrid durant el Carbonífer tardà, i el nivell del mar va pujar pels moviments de plaques, i els sediments resultants són una barreja de sediments silicoclàstics i calcaris, generalment de dipòsits marins d’aigua calenta i poc profunda, incloses les plataformes carbonàtiques.

## Història

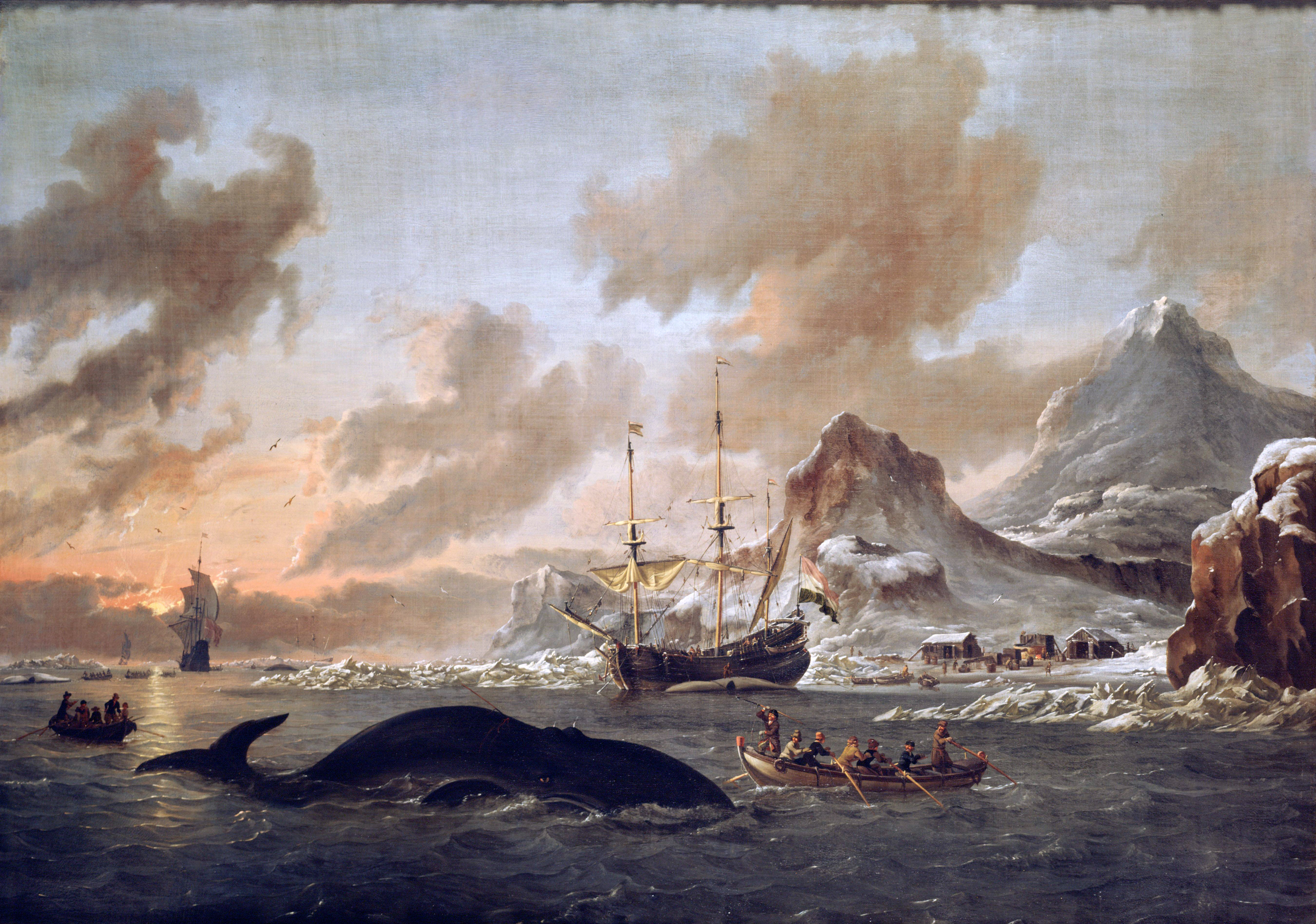
Baleners neerlandesos prop de Spitsbergen, per Abraham Storck, (1690).

El nom de Spitsbergen significa "muntanyes punxegudes" i li fou donat originàriament per l'explorador neerlandès Willem Barentsz, que va descobrir l'illa en la seva recerca del Pas del Nord-est cap a la Xina el 1596. L'arxipèlag sembla que ja el coneixien els caçadors russos pomors des dels segles xiv o xv, per bé que no se'n té cap prova sòlida anterior al segle xvii. Es pensaven que allò que havien descobert era part de Groenlàndia i ho van anomenar "Grumant" (Грумант). També pot ser que descobrissin l'arxipèlag vikings procedents de Noruega el 1194. El nom de Svalbard s'esmenta per primer cop a les sagues islandeses dels segles x i xi, encara que possiblement es refereixin a l'illa de Jan Mayen, o fins i tot a Groenlàndia.
Spitsbergen es convertí en una base per a la caça de la balena a les costes de Groenlàndia a partir en 1611. Smeerenburg fou un dels primers assentaments, establert pels holandesos el 1619. Anglesos, danesos i francesos van construir altres bases més petites. Al principi, els assentaments eren habitats només a l'estiu, però a partir de la dècada del 1630 un grup d'individus va començar a passar-hi l'hivern. La caça de balenes a Spitsbergen durà fins a la dècada del 1820, quan els baleners britànics, holandesos i danesos marxaren a una altra part de l'Àrtic.

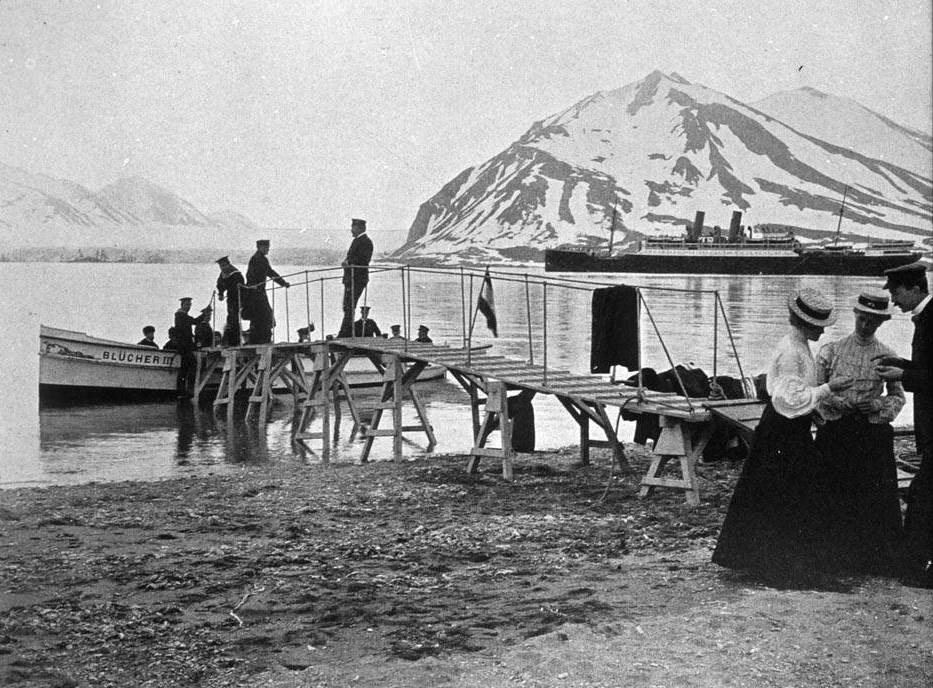
Badia d'Advent a l'illa de Spitsbergen (juliol de 1909)

Spitsbergen és una de les tres illes habitades de l'arxipèlag, i d'acord amb el Tractat de Svalbard, de 9 de febrer de 1920, reconeix la completa i absoluta sobirania de Noruega sobre l'arxipèlag àrtic de Spitsbergen (actualment anomenat Svalbard). L'exercici de la sobirania, tanmateix, queda subjecta a certes estipulacions, i a la no aplicació de totes les lleis noruegues. El tractat només parcialment desmilitaritza Svalbard. Tots els signataris tenen els mateixos drets de participar en activitats comercials (principalment la mineria del carbó) a les illes, però fins ara només Noruega i Rússia han fet servir aquest dret. L'assentament més gran de l'illa és la ciutat de Longyearbyen, mentre el segon és la mina de carbó de Barentsburg.
Durant la Segona Guerra Mundial l'illa va ser ocupada per les tropes aliades el 1941 per prevenir la seva ocupació per part de l'Alemanya nazi. Noruega havia caigut sota el control nazi el 1940, i en una operació secreta es va instal·lar al nord de Spitsbergen un destacament de l'exèrcit alemany d'observació meteorològica, que després d'oferir importants serveis, va ser l'últim en rendir-se al final de la guerra, mesos després que Alemanya hagués signat la capitulació. La majoria dels habitants de l'illa eren russos, i la Unió Soviètica tenia un pacte de no-agressió amb Alemanya que va estar vigent fins al 22 de juny de 1941. El Regne Unit i el Canadà van enviar força militars a l'illa per destruir instal·lacions, mines de carbó, principalment soviètiques, i evitar que els alemanys les ocupessin.

## Natura

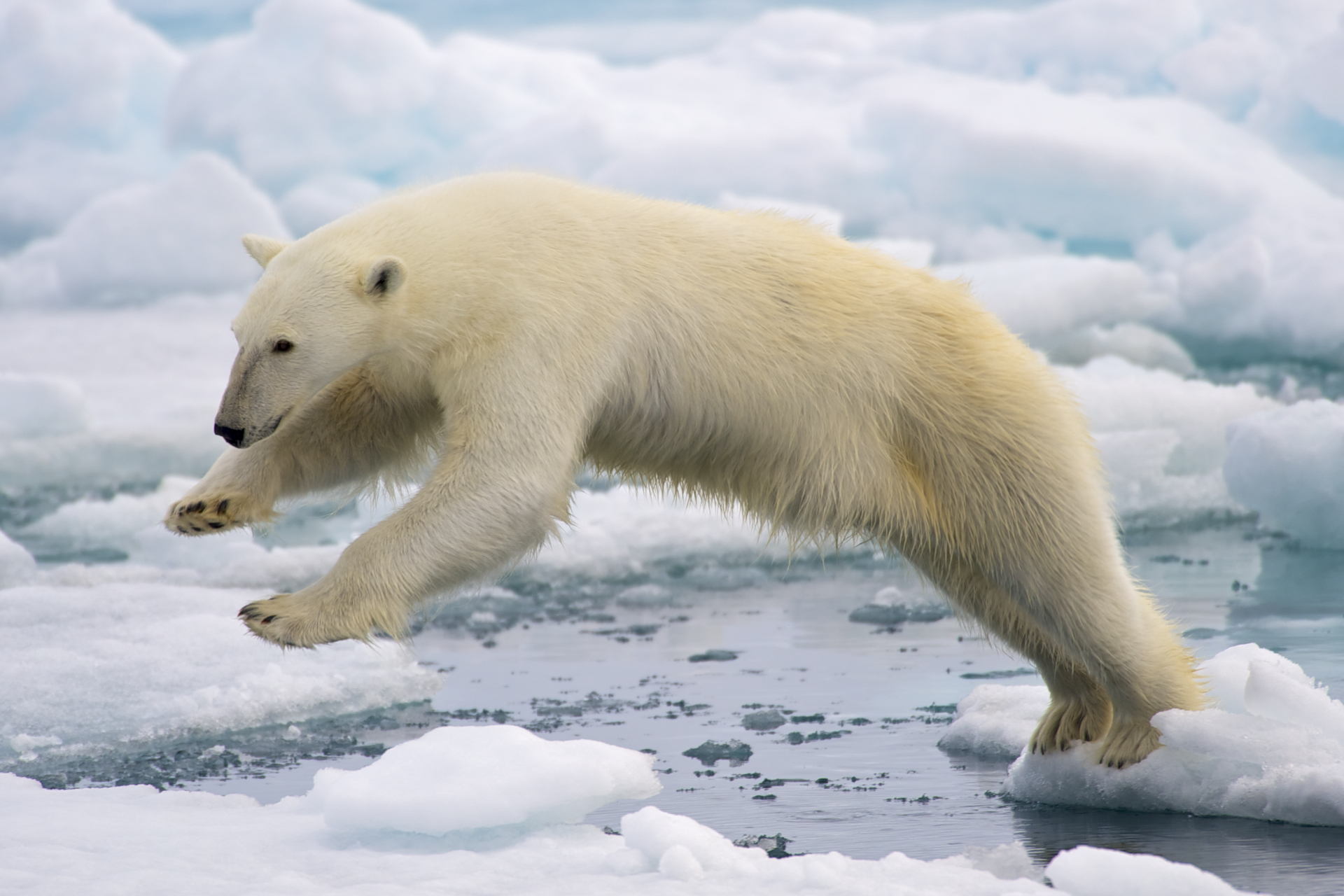
Un ós polar saltant entre les pannes de l'illa.

A més dels éssers humans, tres espècies de mamífers terrestres habiten a l'illa: la guineu àrtica, el ren de Svalbard, i l'accidentalment introduït talpó de camp, que només es troba a Grúmant. Els intents d'introduir la llebre polar i el bou mesquer han estat fallits. Hi ha de quinze a vint tipus de mamífers marins, entre els quals hi ha les balenes, els dofins, les foques, les morses i els ossos polars.
Els ossos polars són el símbol icònic de Spitsbergen i de l'arxipèlag sencer, i una de les principals atraccions turístiques. Tanmateix, és obligatori que tothom dugui un rifle sempre que se surt d'un assentament, per abatre, com a últim recurs, ossos polars que vulguin atacar per evitar morts després que un escolar britànic morís atacat per un os polar el 2011. Svalbard i la terra de Francesc Josep comparteixen una població comuna de 3.000 ossos polars, amb la població més important a l'Illa de Kong Karls Land.
El ren de Svalbard (Rangifer tarandus platyrhynchus) és una subespècie autòctona de l'arxipèlag. Tot i que anteriorment era gairebé extinta, actualment es pot caçar legalment (igual que la guineu àrtica). Hi ha un nombre limitat d'animals domesticats als establiments russos.

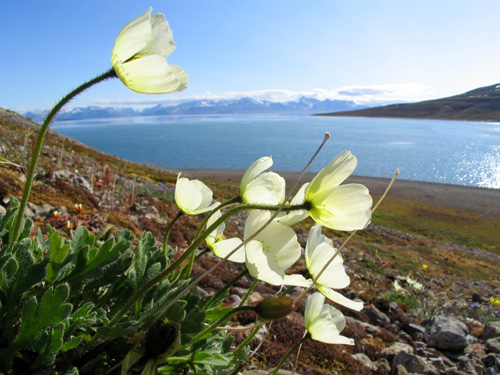
La rosella de Svalbard.

Una trentena d'espècies d'aus es troben a Spitsbergen, la majoria de les quals són migratòries. El mar de Barents es troba entre les zones del món on hi ha més aus marines, amb prop de 20 milions d'animals a finals d'estiu. Els més comuns són el gavotí, el fulmar, el somorgollaire de Brünnich i la gavineta. Setze espècies d'aus presents a Spitsbergen són a la Llista Vermella d'espècies amenaçades de la UICN. Particularment a l'Illa de l'Os, a l'Storfjorden, Nordvest-Spitsbergen i Hopen és on aquestes espècies troben aliment. El xatrac àrtic fa una llunyana migració; des de Svalbard fins a l'Antàrtida (uns 38.000 km). Només dos ocells cantaires migren a Spitsbergen per reproduir-se: el sit blanc (Plectrophenax nivalis) i el còlit. La perdiu blanca és l'única au que passa l'hivern a l'arxipèlag. També s'han trobat restes de Pliosaurus del Juràssic a Svalbard.; és el rèptil marí més gran de l'era dels dinosaures que s'ha trobat amb gairebé 15 m de llarg.
Hi ha sis parcs nacionals a Spitsbergen: Indre Wijdefjorden, Nordenskiöld Land, Nordre Isfjorden Land, Nordvest-Spitsbergen, Sassen-Bünsow Land i Sør-Spitsbergen. L'illa també compta amb l'Àrea Protegida de Festningen Geotope; i part de la costa nord-est és part de la Reserva natural del nord-est de Svalbard. Svalbard és a la llista temptativa de Noruega per la nominació com a patrimoni de la humanitat per la UNESCO.
La vegetació de Spitsbergen està caracteritzada pel permagel i la tundra, amb espècies pròpies d'una vegetació àrtica. A l'illa s'hi han detectat fins a 165 espècies de plantes. Només aquelles àrees que es descongelen a l'estiu tenen vegetació, i aquesta és més abundant a Nordenskiöld Land, al voltant d'Isfjorden i on és adobada pel guano. Si bé a l'illa hi cau poca precipitació, les plantes encara tenen un bon accés a l'aigua a causa que el clima fred redueix l'evaporació. La temporada de creixement és molt curta, i pot durar només unes poques setmanes.